# Raakejärvet
Raakejärvet är en sjö i Pajala kommun i Norrbotten och ingår i Torneälvens huvudavrinningsområde. Raakejärvet ligger i Torne och Kalix älvsystem Natura 2000-område.